# Memblaze
Memblaze是中国一家PCIe SSD提供商，2011年成立于中国北京。主要产品是NVMe标准的企业级PCIe SSD，应用集中在数据库、虚拟化、ERP等I/O密集型场景。

## 发展历史
2007年～2011年，创始人殷雪冰、路向峰在中国北京创立Memblaze，并开始研发第一代基于Device-based 架构的PCIe SSD，这一产品在2011年完成研发并正式商用；
2011年，Memblaze公司在北京正式注册成立，中文名北京忆恒创源科技有限公司。同年底完成A轮融资，金额2000万人民币,投资方英飞尼迪Infinity。
2014年，Memblaze发布PBlaze4 PCIe SSD，并开始全面支持NVMe标准。同年，完成B轮融资，由贝塔斯曼亚洲投资基金、中兴通信等领投。
2015年，通用创投管理的基金和Qualcomm Incorporated的投资部门Qualcomm Ventures。
2017年，获得C+轮融资，由同有科技投资。
2019年，Memblaze公司在北京、上海及苏州三地设立研发中心，拥有195件技术专利，涉及闪存管理、数据保护、QoS、SSD架构、功耗控制、存储系统等领域。服务于600余家企业级客户，主要客户包括阿里巴巴、京东、美团、中国电信等超大规模数据中心。

## 产品
2011年至今，Memblaze共发布7代产品，自PBlaze4 PCIe SSD（第四代）开始支持NVMe 标准，并通过 UNH-IOL的认证，是最早在中国推出NVMe SSD的本土厂商，2018年发布PBlaze5 910/916及510/516两个系列NVMe SSD，采用3D-NAND，最高容量15.36TB。2021年发布PBlaze6 6920及6530系列SSD，其中6920为首款基于统一架构平台MUFP开发的产品，是Memblaze首款PCIe 4.0 NVMe SSD，6530系列也是PCIe 4.0 NVMe SSD。2022年，发布PBlaze6 6531 系列，基于Memblaze自主研发统一架构平台(MUFP) 开发，采用长江存储 TLC NAND 颗粒。Memblaze产品副总裁张泰乐表示：“从协议和功能的角度讲，可以预见的是当前以及未来5年NVMe都将是高速SSD最主要的接口。自2015年发布第一款NVMe标准的PBlaze4 PCIe SSD，Memblaze已经发布了两代NVMe标准的企业级PCIe SSD产品，并且在互联网、金融、电信等多个行业有了广泛的应用。”

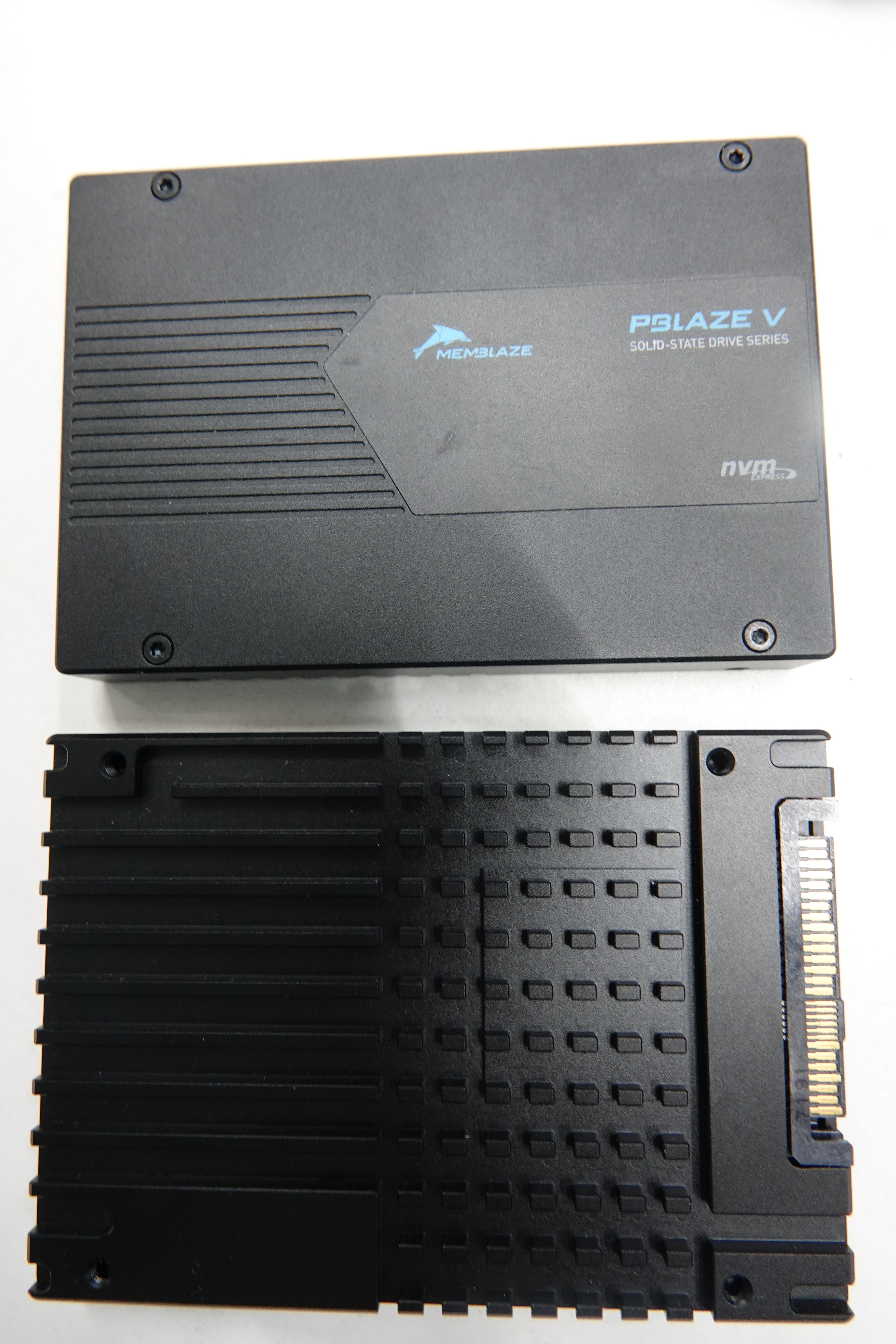
U.2接口的PBlaze5 NVMe SSD